# Éloge funèbre
Pour les articles homonymes, voir Éloge (homonymie).
 (octobre 2023).

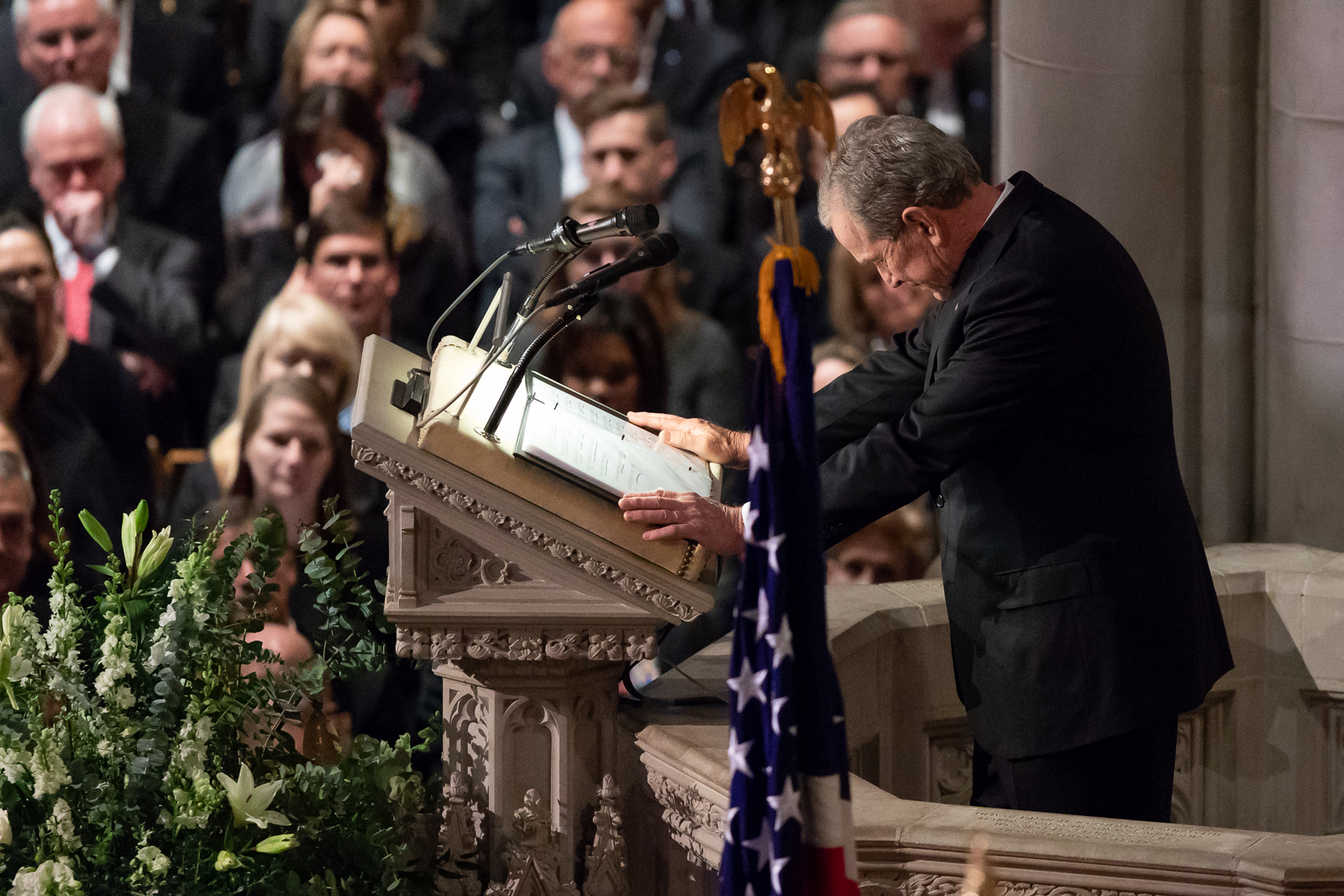
Éloge funèbre de George W. Bush en l'honneur de son père, George H. W. Bush, lors de ses funérailles, le 5 décembre 2018.

Un éloge funèbre ou oraison funèbre, est un discours généralement public prononcé à la mémoire d'une personne décédée, généralement lors de son enterrement ou d'une cérémonie de commémoration. 
À l'Académie française, la tradition veut qu'un nouvel élu prononce l'éloge de son prédécesseur dans son discours de réception.

## Exemples d'éloges funèbres

### Antiquité
- Oraison funèbre de Périclès : éloge funèbre de Périclès pour les soldats athéniens morts pendant la première année de la guerre du Péloponnèse ;
- Éloge funèbre d'Hypéride pour les morts de la guerre lamiaque (323)[2] ;
- Éloge pour Basile de Césarée, par Grégoire de Nysse ;
- Laudatio Turiae, éloge funèbre d'une matrone romaine de la deuxième moitié du Ier siècle av. J.-C., conservé par une inscription ;

### XVIeetXVIIesiècles
- Éloge funèbre (fictif) de Marc-Antoine  pour Jules César, dans le Jules César de Shakespeare ;
- Oraisons funèbres de Jacques-Bénigne Bossuet :
  - Oraison funèbre de Henriette-Marie de France (1669),
  - Oraison funèbre de Henriette-Anne d'Angleterre (1670),
  - Oraison funèbre du Grand Condé (1687) ;

### XIXeetXXesiècles
- Gettysburg Address d'Abraham Lincoln (1863) ;
- Discours d'André Malraux à l'occasion du transfert des cendres de Jean Moulin au Panthéon de Paris (1964) ainsi que ses sept autres éloges funèbres.

#### Oraisons funèbres
- Bossuet (préf. Michel Crépu), Sermons et oraisons funèbres, Paris, Points, coll. « Sagesses » (no 123), 1997, 315 p. (ISBN 978-2-020-31649-1)

#### Études
- Claude Thiry, « Oraison funèbre » , sur universalis.fr (consulté le 2 octobre 2023)
- Nicole Loraux, L'Invention d'Athènes. Histoire de l'oraison funèbre dans la « cité classique », Paris, Éd. Mouton - Éd. de l'EHESS, coll. « Civilisations et Sociétés » (no 65), 1981, xiii, 509 p. (présentation en ligne)